# سربا
سربا یک منطقهٔ مسکونی در سودان است که در دارفور غربی واقع شده‌است. سربا ۸۰۱ متر بالاتر از سطح دریا واقع شده‌است.